# Ящурка смугаста
Я́щурка смуга́ста (Eremias scripta) — вид ящірок родини ящіркових (Lacertidae). Поширений переважно в Центральній Азії. Мешканець піщаних пустель. Описано 3 підвиди.

## Опис
Загальна довжина тіла досягає 13 см. Має стрункий тулуб й довгий хвіст. Підочний щиток торкається краю рота. Надочноямкові щитки відокремлені від лобового і лоботім'яних. Лобовий щиток у передній частині має добре виражений поздовжній жолобок. Навколо середини тулуба 53–70 лусок. Луска зверху хвоста має слабкорозвинені реберця. Навколо 9–10 хвостового кільця 17–28 лусок. Стегнові пори у кількості 8–17 не досягають колінного згину і відокремлені від нього кількома, позбавленими пір лусочками. Пальці довгі та тонкі. На одній із сторін других-четвертих пальців задніх лап є гребінець з роговими зубчиками.
Колір шкіри зверху піщано-сірий. Уздовж спини розташовуються 5 або 7 вузьких бурих або темно-бурих смужок, середні з яких поділені на окремі хвилясті, витягнуті уздовж цятки, які заповнюють середину спини. Більшість спинних смуг переходять на хвіст, де зливаються попарно. Голова зверху у дрібних, місцями хвилястих, темних цятках. Кінцівки зверху в округлих світлих плямах, розташованих по темному, зазвичай бурому фону. Черево молочно-білого забарвлення.

## Поширення
Ареал охоплює Туркменістан, Узбекистан, Таджикистан, Західний і Південний Казахстан, Східний Іран, Афганістан та Північний Пакистан.

## Спосіб життя
Полюбляє піщані пустелі з трав'янистою і чагарниковою рослинністю з переважанням саксаулу, тамариску, джузгуну, піщаної акації та інших характерних псамофілів. Нерідко тримається на схилах і гребенях барханів. Притулками служать нори риючих тварин, а також власні нори завдовжки до 1 м і глибиною до 15 см. Зазвичай по кілька разів на день вириває на чистому піску невеликі тимчасові норки. Може також «пірнати» у пісок і якийсь час на невеликій глибині рухатися під його поверхнею. Добре лазить по чагарниках, допомагаючи собі довгим хвостом і перестрибуючи з гілки на гілку. Навесні з'являються наприкінці березня — початку квітня, ховаючись на зимівлю наприкінці серпня — у середині жовтня.
Харчується дрібними безхребетними, серед яких переважають жуки, цикадки, попелиці, мурашки, прямокрилі, гусінь метеликів, двокрилі, павуки, фаланги. Рідше поїдає рослинну їжу. Полює як на піску, так і на гілках чагарників, куди піднімається до висоти 1,5 та більше метрів.
Ящурка смугаста належить до яйцекладних плазунів. Статевої зрілості досягають на першому році життя при довжині тулуба не менше 4 см. Парування починається в квітні, а відкладання яєць триває з другої половини травня до початку серпня. У кладці 1—2, частіше одне відносно велике яйце (12—14 мм × 5,5 до 7 мм). За сезон буває 2—3 кладки. Молоді ящурки з'являються через 40 днів.

## Систематика
Станом на 2024 рік описано 3 підвиди:
- Eremias scripta scripta;
- Eremias scripta ladzini;
- Eremias scripta pherganensis.